# Институт международных отношений (Германия)
Институт международных отношений (также Институт внешних культурных связей; нем. Institut für Auslandsbeziehungen, ifa) — немецкая посредническая организация в области международного культурного обмена, базирующаяся в Штутгарте и Берлине; была основана в 1917 году как «Музей и институт для продвижения интересов Германии за рубежом» (Museum und Institut zur Kunde des Auslandsdeutschtums und zur Förderung deutscher Interessen im Ausland); является старейшей организацией-посредником в области внешней культурной политики в Германии. Участвует в различных культурных мероприятиях, включая заграничные выставки произведений современного искусства, созданных немецкими авторами; управляет несколькими галереями современного искусства.

## История и описание

### В XXI веке
В XXI веке Институт внешних культурных связей (ifa) проводит исследования и публикует работы на тему внешней культурной политики и межкультурного диалога. Его веб-сайт ведёт специализированная библиотека в Штутгарте, пытаясь предоставлять актуальную информацию о проектах института. Каждые три месяца институт выпускает новый номер журнала «Kulturaustausch», тираж которого составляет 9 000 экземпляров — журнал распространяется в 146 странах мира.
Располагая различными программами финансирования и системой стипендий, ifa поддерживает молодых специалистов в области искусства и культуры: организация пытается наладить диалог с исламским миром, сотрудничает с «негосударственными субъектами» в кризисных регионах и немецкоязычными меньшинствами, проживающими в странах Центральной, Восточной и Юго-Восточной Европы — и бывшего СССР. Частью образовательного предложения ifa являются курсы «Немецкий как иностранный язык», предлагаемые в рамках ifa-Deutschschule. При реализации своих проектов ifa сотрудничает с целым рядом международных партнёров.

#### Наука
Институт предлагает всем заинтересованным информацию об иностранной культурной и образовательной политике (AKBP) и межкультурном диалоге. В Германии институт проводит серию мероприятий под названием «Foreign Policy Live», в рамках которой немецкие дипломаты комментируют текущие приоритеты во внешней политике страны. Существует и программа отправки немецких экспертов читать лекции в другие страны.

#### Искусство
В качестве посредника и сопродюсера ifa организует целый ряд гастролирующих выставки современного немецкого искусства, архитектуры и дизайна. Известные художники из Германии регулярно принимают участие в персональных или групповых выставках, проводимых под эгидой института — среди них были Гюнтер Юккер (Günther Uecker), Ребекка Хорн, Розмари Трокель, Зигмар Польке и Марсель Оденбах.
Две галереи ifa — в Штутгарте и в Берлине — являются платформой для обмена мнениями по темам, связанным с современным искусством. В рамках экспозиций в Германии, акцент делается на искусстве Азии, Африки, Центральной и Восточной Европы, а также — исламского мира. Сопровождая выставки, ifa организует (зачастую бесплатную) программу поддержки и экскурсий по экспозициям — как для детей и подростков, так и для взрослых. С 1971 года ifa «координирует» немецкий павильон на Венецианской биеннале; до 2009 года институт также осуществлял административный контроль за вкладом Германии в биеннале, проходящие в Сиднее и Сан-Паулу.

#### Библиотека
По словам самой организации, ifa управляет «единственной в мире научной специализированной библиотекой по вопросам зарубежной культурной и образовательной политики и международного культурного обмена». Библиотека ifa (ifa-Bibliothek) играет заметную роль в качестве источника специальной информации — кроме того, она является официальным центром документации (и архивом) по внешней культурной политике ФРГ, поставляя информационные услуги для Бундестага, министерства иностранных дел Германии, а также — для Федерального правительства и правительств германских земель.